# Ctenoides
Ctenoides is een geslacht van tweekleppigen uit de  familie van de Limidae.

## Soorten
- Ctenoides ales (Finlay, 1927)
- Ctenoides annulatus (Lamarck, 1819)
- Ctenoides catherinae Cosel, 1995
- Ctenoides concentricus (G. B. Sowerby III, 1888)
- Ctenoides gracilissimus Beu, 1967 †
- Ctenoides lischkei (Lamy, 1930)
- Ctenoides miamiensis Mikkelsen & Bieler, 2003
- Ctenoides mitis (Lamarck, 1807)
- Ctenoides naufragus Marwick, 1928 †
- Ctenoides obliquus Mikkelsen & Bieler, 2003
- Ctenoides philippinarum Masahito & Habe, 1978
- Ctenoides planulatus (Dall, 1886)
- Ctenoides scaber (Born, 1778)
- Ctenoides symmetrica (Barnard, 1964)
- Ctenoides vokesi Mikkelsen & Bieler, 2003